# الغارب (قفل شمر)

تعديل مصدري - تعديل

الغارب هي إحدى قرى عزلة شمرين بمديرية قفل شمر التابعة لمحافظة حجة، بلغ تعداد سكانها 326 نسمة حسب تعداد اليمن لعام 2004.